# Franz-Serafin Exner
Pour les articles homonymes, voir Exner.
Franz-Serafin Exner (24 mars 1849 - 15 octobre 1926) est un physicien autrichien.

## Biographie
Franz-Serafin II est issu d'une des plus importantes familles de l'Empire austro-hongrois, la famille Exner. Il est le fils de Franz Serafin Exner, et frère d'Adolf Exner, Karl Exner, Sigmund Exner, et Marie von Frisch.
Exner est le plus jeune des cinq enfants de Franz Serafin Exner et de Charlotte Dusensy. Son père a été, de 1831 à 1848 professeur de philosophie à Prague et à partir de 1848, fut l'un des membres du Conseil de l’Éducation de Vienne qui influença les réformes de l'éducation universitaire autrichienne.
Il entama ses études de physique à Vienne en 1867 et obtint son doctorat après une année à Zurich, sous August Kundt, et travailla avec Wilhelm Röntgen durant l'année 1871 pour obtenir également un doctorat de philosophie. Il fut très influencé dans son apprentissage par Viktor von Lang qui l'autorisa à travailler un an plus tard sur un travail portant sur la Diffusion à travers des lamelles avec liquides. En 1879 il fut désigné Professeur général, ce qui fut renommé en 1891 en Professeur général de l'institut chimico-physique, et en 1902 en Second de l'institut physique. Il fut le successeur de Johann Josef Loschmidt, qui était toujours inquiet à propos des « enfants Exner » en tant qu'ami proche de la famille après la mort récente de leurs parents. Quand Exner fut désigné chancelier de l'université de Vienne, il était à l'apogée de ses activités scientifiques.
Il eut deux filles, Hilde Exner, artiste et Priska.

## Travaux scientifiques
Franz Serafin Exner peut être décrit comme un physicien aux convictions solides, un homme cultivé et polyvalent, et citoyen de haute éducation. Il est pionnier dans de nombreux domaines de la physique moderne. Les premières introductions sur différents sujets, tels la radioactivité, la spectroscopie, l'électrochimie, l'électricité dans l'atmosphère, et la théorie des couleurs, en Autriche, sont dues aux travaux d'Exner.
Parmi ses plus célèbres élèves figurent Marian Smoluchowski, un physicien viennois d'origine polonaise, qui établit une théorie du mouvement brownien indépendamment d'Albert Einstein et Friedrich Hasenöhrl, et Victor Hess qui concentra son attention sur le sujet de l'électricité atmosphérique en lien avec la radioactivité, influencé par Franz Exner et Egon Schweidler, un des premiers à s'être intéressé à l'électricité atmosphérique, qui conduisit Hess à la découverte des rayons cosmiques ce qui lui valut le prix Nobel de physique en 1936, trois ans après Erwin Schrödinger, qui fut assistant dès 1911 d'Exner, pour des travaux sur La Cinétique des diélectriques, point de fusion, pyro- et piézoélectricité, et enfin Stefan Meyer.
Dans les années 1920 et 1930, la plupart des chaires furent occupées par des élèves d'Exner :
- Josef Thuma (Brno, Prague)
- Anton Lampa (Prague)
- Hans Benndorf (Graz)
- Marian Smoluchowski (Tchernivtsi, Cracovie)
- Stefan Meyer (physicien) (Vienne)
- Egon Schweidler (Innsbruck, Vienne)
- Eduard Haschek (professeur général à Vienne)
- Friedrich Hasenöhrl (Vienne)
- Arthur Szarvassi (Vienne)
- Heinrich Mache (Vienne)
- Victor Conrad (Brno, puis aux États-Unis)
- Felix Maria von Exner-Ewarten (Vienne)
- Friedrich von Lerch (Innsbruck)
- Karl Przibram (Vienne)
- Felix Ehrenhaft (Vienne)
- Erwin Lohr (Brno)
- Wilhelm Schmidt (Vienne)
- Franz Aigner (physicien) (Vienne)
- Victor Hess (Graz, Innsbruck, New York)
- Karl Wilhelm Friedrich Kohlrausch (Graz)
- Ludwig Flamm (Vienne)
- Erwin Schrödinger (Iéna, Leipzig, Zurich, Berlin, Graz, Dublin, Vienne)
- Hans Thirring (Vienne)

## Publications
- Franz Exner et Sigmund Exner: Die physikalischen Grundlagen der Blütenfärbungen, 1910
- W C Röntgen et F Exner: Über die Anwendung des Eiskalorimeters zur Bestimmung der Intensität der Sonnenstrahlen. Wien Ber 69: 228 (1874)
- Franz Exner: Vom Chaos zur Gegenwart, 1926 (unveröffentlicht)